# DIOC A5 und A6
Die norwegische Dampflokomotivbaureihe A5 und A6 wurde 1905 von Andrew Barclay Sons & Co. in Kilmarnock, Schottland mit den Fabriknummern 1032 und 1033 für die Dunderland Iron Ore Company (DIOC) und der von ihr betriebenen Dunderlandsbane gebaut.
Durch die am 1. Juni 1947 offiziell erfolgte Übernahme der Dunderlandsbane in die Norges Statsbaner (NSB), die staatliche Bahngesellschaft in Norwegen, kamen die Lokomotiven in deren Bestand.

## Einsatz bei Dunderlandsbanen
Die DIOC betrieb bereits ab 1902 ein Inselnetz von ihren Erzgruben im Ranagebiet zum Hafen Gullsmedvik bei Mo i Rana. Durch den Bau der Nordlandsbane wurde die Dunderlandsbane 1942 an das Netz der NSB angeschlossen. Die Bahnstrecke der Dunderlandsbane wurde dabei in die Nordlandsbane integriert.

## Einsatz bei Norges Statsbaner
Die Übernahme der Dunderlandsbane durch NSB erfolgte offiziell am 1. Juni 1947. Am 27. April 1948 wurden die Lokomotiven der Dunderlandsbane in den Nummernplan der NSB integriert. Dabei wurden die zwei Lokomotiven A5 und A6 der Baureihe Type 55a zugeordnet. Lok 55a 494 (die ursprüngliche A5) wurde als letzte der Baureihe am 8. Mai 1951 außer Dienst gestellt und verschrottet.